# Westouter Churchyard and Extension
Westouter Churchyard and Extension is een Britse militaire begraafplaats met gesneuvelden uit de Eerste Wereldoorlog, gelegen in het Belgische dorp Westouter, een deelgemeente van Heuvelland. De begraafplaats ligt aan de noordkant naast de Sint-Eligiuskerk. Er zijn twee perken met graven die samen een oppervlakte hebben van 450 m².

## Geschiedenis
Westouter bleef de ganse oorlog in geallieerde handen. In het voorjaar van 1918 naderde, tijdens het Duitse lenteoffensief, de frontlijn tot op 2,5 km van het dorp. Het kerkhof en de uitbreiding werden tussen november 1914 en september 1918 met tussenpozen door Britse veldhospitalen en gevechtseenheden gebruikt.
Er liggen 101 doden begraven, waaronder 76 Britten, 19 Canadezen (waaronder 1 niet geïdentificeerde), 1 Australiër, 1 Nieuw-Zeelander, 1 Indiër en 3 Duitsers.
De begraafplaats staat in de Inventaris van het Onroerend Erfgoed.

## Graven
- W. Mallin, sergeant bij het South Lancashire Regiment werd onderscheiden met de Distinguished Conduct Medal en de Military Medal (DCM, MM).
- James Alfred Robinson en zijn broer Charles Frederick liggen in hetzelfde graf maar hebben elk een eigen grafzerk. Zij sneuvelden op 16 september 1917. Een andere broer, William Charles, sneuvelde eveneens en ligt in London Cemetery and Extension begraven.